# Go-Reizei Tennō
Go-Reizei Tennō (後冷泉天皇?) (28 de agosto de 1025 - 22 de mayo de 1068) fue el 70°septuagésimo emperador de Japón, de acuerdo con el tradicional orden de sucesión. Gobernó de 1045 a 1068.  Su nombre personal fue Chikahito (親仁).
Durante su reinado debió controlar la rebelión de la Guerra Zenkunen (1051-1063) en la provincia de Mutsu, provocada por Abe no Sadatō y Abe no Munetō.
No tuvo hijos y fue sucedido por el Emperador Go-Sanjō, quien era su medio-hermano y cuya madre no pertenecía al clan Fujiwara.

## Erasde su reinado
- Kantoku
- Eijō
- Tengi
- Kōhei
- Jiryaku